# Euphorbia baylissii
Euphorbia baylissii ist eine Pflanzenart aus der Gattung Wolfsmilch (Euphorbia) in der Familie der Wolfsmilchgewächse (Euphorbiaceae).

## Beschreibung
Die sukkulente Euphorbia baylissii bildet Sträucher bis 80 Zentimeter Höhe aus. Aus einem Stamm wachsen wenige Verzweigungen ausgebildet. Die vierkantigen Triebe sind dunkelgrün gefärbt mit blassen Längsstreifen. Sie werden etwa 1,5 Zentimeter dick und an den wenig geflügelten Kanten stehen Zähne mit Einbuchtungen 8 bis 17 Millimeter voneinander entfernt. Die verkehrt eiförmigen Dornschildchen stehen einzeln. Es werden Dornen bis 4,5 Millimeter Länge und sehr kleine Nebenblattdornen ausgebildet.
Der Blütenstand besteht aus einzelnen und einfachen Cymen, die an einem 1,5 Millimeter langen Stiel stehen. Die leicht purpurn gefärbten Cyathien werden 6 Millimeter groß und die länglichen Nektardrüsen grenzen aneinander. Die stumpf gelappte und nur wenig herausragende Frucht wird bis 4 Millimeter lang und 5,5 Millimeter breit. Der nahezu kugelförmige Samen wird etwa 2 Millimeter groß und ist dicht mit Warzen besetzt.

## Verbreitung und Systematik
Euphorbia baylissii ist im Süden von Mosambik auf Dünen mit immergrünen Strauchbewuchs in der Nähe der Küste verbreitet. Die Art steht auf der Roten Liste der IUCN und gilt als gefährdet (Vulnerable).
Die Erstbeschreibung der Art erfolgte 1964 durch Leslie Charles Leach.